# Mario Agostinelli
Mario Morel Agostinelli (Arequipa, 18 de setembro de 1915 — Rio de Janeiro, 16 de agosto de 2000) foi um pintor e escultor peruano, radicado no Brasil.
Chegou ao Brasil em 1945 e faz sua primeira exposição de pintura no Museu Nacional de Belas Artes, logo após concluir seus estudos na Escola Nacional de Belas Artes. Após morar na França e Estados Unidos, adquiriu a cidadania brasileira em 1969.
Algumas de suas obras estão expostas no Riocentro e uma escultura de corpo inteiro do Papa João Paulo II, se encontra na frente da Catedral Metropolitana do Rio de Janeiro, além de ter uma escultura sua presenteada pelo governo brasileiro ao então presidente americano Ronald Reagan.
Em 1953 fundou uma das mais importantes galerias de arte do Rio de Janeiro, a "Le Petite Galerie".